# Дальпресс
Открытое акционерное общество «Издательско-полиграфический комплекс „Дальпресс“» — издательско-полиграфический комплекс, расположенный во Владивостоке. Образован на базе издательства «Красное знамя», основанного в 1987 году и является лидером на рынке печатной продукции Дальнего Востока.
Руководителем общества является Мая Щекина.

## История создания
В 1987 году во Владивостоке было создано издательство «Красное знамя». Оборудование для типографии закупалось по линии ЦК КПСС, печатная газетная машина была привезена из Узбекистана. Первоначально полиграфия была ориентирована только на выпуск газет — краевых и центральных.
С 1994 года выпускает собственный рекламно-информационный еженедельник с одноименным названием.
В 2007 году концерн был акционирован. 100 % акций принадлежат Российской Федерации.
«Дальпресс» изготавливает широкий спектр полиграфической продукции: книги, альбомы, этикетки (для рыбной, алкогольной и прочей продукции), фирменную упаковку, календари.

## Деятельность
ИПК располагает производственной площадью в 24 тыс. м², из них 5 тыс. — складские помещения. Оборот предприятия — около 400 млн рублей в год. Общая стоимость имущества — 1,2 млрд руб.